# Stangeella cyaniventris
Stangeella cyaniventris är en biart som först beskrevs av Guérin-Méneville 1831.  Stangeella cyaniventris ingår i släktet Stangeella och familjen grävsteklar. Inga underarter finns listade i Catalogue of Life.